# Монтана (връх)
Вижте пояснителната страница за други значения на Монтана.
Връх Монтана (на английски: Montana Bluff) се намира на остров Ливингстън в Антарктика. Леденият връх, висок 670 метра, е в централното плато Боулс Райд на острова. Разположен непосредствено източно от южния вход на Омуртагов проход, 820 метра южно от връх Тича, на 2 км на запад-югозапад от връх Марица, 1.77 км северозападно от Кузманова могила и 3.8 км североизточно от прохода Орфеева порта. Издига се над ледник Перуника на запад и югозапад, и ледник Хюрън на изток и югоизток.
Координатите му са: 62°37′24″ ю. ш. 60°10′56″ з. д. / 62.623333° ю. ш. 60.182222° з. д.
Наречен е на град Монтана в България. Името е официално дадено на 4 ноември 2005 г.

## Карти
- L.L. Ivanov et al, Antarctica: Livingston Island, South Shetland Islands (from English Strait to Morton Strait, with illustrations and ice-cover distribution), 1:100000 scale topographic map, Antarctic Place-names Commission of Bulgaria, Sofia, 2005
- Л. Иванов. Антарктика: Остров Ливингстън и острови Гринуич, Робърт, Сноу и Смит. Топографска карта в мащаб 1:120000. Троян: Фондация Манфред Вьорнер, 2009. ISBN 978-954-92032-4-0
- Л. Иванов. Карта на остров Ливингстън. В: Иванов, Л. и Н. Иванова. Антарктика: Природа, история, усвояване, географски имена и българско участие. София: Фондация Манфред Вьорнер, 2014. с. 18-19. ISBN 978-619-90008-1-6